# Ministère de l'Intérieur (Nouvelle-Zélande)
Pour les articles homonymes, voir Ministère de l'Intérieur.
Le ministère de l’Intérieur néo-zélandais (en anglais : Department of Internal Affairs, en maori de Nouvelle-Zélande : Te Tari Taiwhenua) est le département ministériel du gouvernement néo-zélandais chargé traditionnellement des registres de l'état civil, de l’administration du territoire, la bibliothèque et des archives nationales. Il est le département le plus vieux département actuellement en activité. Fondé en 1840 sous le nom de Colonial Secretary Office (« bureau de secrétaire colonial »).